# Drawing Restraint 9 (film)
Pour les articles homonymes, voir Drawing Restraint 9.
Pour plus de détails, voir Fiche technique et Distribution.
Drawing Restraint 9 est un film américano-japonais de l'artiste contemporain Matthew Barney où il se met en scène, notamment avec sa compagne Björk qui compose également l'essentiel de la bande originale (sortie en CD sous le même titre).
Film commandé par le musée d'Art contemporain de Kanazawa au moment de la commémoration des 60 ans du bombardement de Nagazaki et d'Hiroshima.
En grande partie basé sur une vision fantastico-métaphorique du shintoïsme, le film a été tourné en langue japonaise au Japon (à Nagasaki), où il fut projeté en avant-première le 1er juillet 2005 avant d'être sélectionné hors compétition à la Mostra de Venise 2005.
Le film est sorti sur les écrans français le 29 mars 2006.

## Synopsis
Après le bombardement de Nagazaki et d'Hiroshima, les survivants étant confrontés à la faim, le général Mc Arthur avait autorisé le Japon à transformer ses navires de guerres en baleiniers. Ce commerce leur permit de se nourrir et de se vêtir. Ce film s'inspire de cette période historique.

## Fiche technique
- Titre : Drawing Restraint 9
- Réalisateur : Matthew Barney
- Scénario : Matthew Barney
- Musique originale : Björk, Akira Rabelais, Valgeir Sigurðsson, Matthew Barney
- Photographie : Peter Strietmann
- Montage : Luis Alvarez y Alvarez, Matthew Barney, Christopher Seguine, Peter Strietmann
- Décors : Matthew D. Ryle
- Costumes et direction artistique : Matthew Barney
- Son : Björk, Dave Paterson, Jay Peck
- Production : Restraint LLC, Mike Bellon (producteur associé), Barbara Gladstone (productrice exécutive)
- Genre : Fantastique, expérimental, drame
- Durée : 135 minutes
- Sortie : 2005

## Distribution
- Matthew Barney
- Björk
- Mayumi Miyata
- Shiro Nomura
- Tomoyuki Ogawa
- Sosui Oshima

## Analyse
Le film est une critique de l'impérialisme de la culture occidentale, vue par Björk comme une culture minoritaire parmi toutes les autres cultures du monde.

### Liens connexes
- Selmasongs